# Établissement thermal de Chamalières
 (août 2025).
L'établissement thermal de Chamalières est un établissement thermal situé sur les communes de Chamalières et de Royat dans le département français du Puy-de-Dôme, en région Auvergne-Rhône-Alpes.

## Historique
Les sources thermales étaient connues dès l’époque romaine. À la Révolution, leur exploitation débute avec divers établissements, dont le bain des Pauvres et la source César (découverte en 1822). Un grand établissement thermal est construit entre 1852 et 1856 sur les plans d’Agis-Léon Ledru, puis agrandi en 1857 et à la fin du XIXe siècle avec un parc, une buvette, un casino et un théâtre.

### Protection
L'établissement thermal est inscrit partiellement au titre des monuments historiques par arrêté du 10 septembre 1990.

## Description
L'établissement thermal, de style néo-antique inspiré de la basilique de Constantin, comprend un avant-corps central, deux ailes latérales et un riche décor intérieur mêlant mosaïque, vitrail, ferronnerie et peinture au pochoir. Il abrite cabines de soins, piscine et diverses installations médicales.